# Fronte Islamico di Salvezza
Il Fronte Islamico di Salvezza (in francese: Front Islamique du Salut; in lingua araba: الجبهة الإسلامية للإنقاذ, al-Jabhah al-Islāmiyah lil-Inqādh) è stato un partito politico algerino di matrice fondamentalista islamica.
Si affermò alle elezioni parlamentari del 1991, in cui raggiunse il 47,3% dei voti. L'esito elettorale avrebbe posto fine al predominio del Fronte di Liberazione Nazionale, ma l'ascesa degli islamisti fu duramente contrastata: gli scontri condussero ad una sanguinosa guerra civile e il governo fu assunto da una giunta militare.
Dopo lo scioglimento del partito, avvenuto il 4 marzo 1992, i gruppi fondamentalisti dettero vita al Gruppo Islamico Armato.

## Risultati
| Elezione          | Voti      | %    | Seggi     |
| ----------------- | --------- | ---- | --------- |
| Parlamentari 1991 | 3.260.222 | 47,3 | 188 / 231 |

## Sito ufficiale
- الجبهة الإسلامية للإنقاذ